# Ha igaz volna
Ha igaz volna (eredeti cím: Just Like Heaven) 2005-ben bemutatott amerikai romantikus, misztikus filmvígjáték Mark Waters rendezésében. A főszerepet Reese Witherspoon, Mark Ruffalo és Jon Heder alakítja. A film Marc Lévy 1999-es „Ha igaz lenne” (Et si c'était vrai...) című francia regénye alapján készült.
Steven Spielberg megszerezte a jogot a könyvből készült film elkészítésére. A filmet 2005. szeptember 16-án mutatták be az Amerikai Egyesült Államokban és Kanadában. Magyarországon 2005. december 1-jén.

## Cselekmény
Elizabeth Masterson (Reese Witherspoon), egy fiatal sürgősségi orvos San Franciscóban, akinek a munka jelenti az egész életét, súlyos autóbalesetet szenved, miközben egy vakrandira tart. 
Három hónappal később David Abbott (Mark Ruffalo), a felesége hirtelen halála utáni gyászából lábadozó tájépítész beköltözik abba a lakásba, amely korábban Elizabeth lakása volt, miután egy sorsszerűnek tűnő alkalommal „felfedezi” azt.
Elizabeth szelleme elkezd megjelenni Davidnek a lakásban szellemi tulajdonságokkal és képességekkel, amelyekből látszik a néző számára, hogy valami nem stimmel. Hirtelen megjelenik és eltűnik, járkál vagy át tud menni falakon és tárgyakon, és egyszer átveszi a cselekvéseit. Amikor találkoznak, mindketten meglepődnek, mivel Elizabeth még nincs tisztában a közelmúltbeli eseményekkel, és nem hajlandó elhinni, hogy ő meghalt, ezért Davidet illetéktelen betolakodónak tekinti a lakásában. 
David viszont megpróbálja kiűzni a lány szellemét a lakásból, de sikertelenül. Mivel csak David látja és hallja őt, a barátai azt hiszik, hogy hallucinál, még nem épült fel a gyászból, vagy visszaszokott az alkoholizmusába, és magában beszél.
David és Elizabeth elkezdenek kötődni egymáshoz, már amennyire ez lehetséges, és a férfi elviszi a lányt a városból egy gyönyörű, általa tervezett kertbe. Elizabeth elmondja neki, hogy úgy érzi, már járt ott, és valójában a kertről álmodott a film nyitójelenetében, ahol egy kollégája ébresztette fel, miután 23 órás műszakban dolgozott a kórházban.
Elizabeth és David együtt, egy látnok könyvesbolti eladó, Darryl (Jon Heder) segítségével, kiderítik, ki ő, mi történt vele, és miért van köztük kapcsolat. A nő nem halott, hanem kómában van, a testét lélegeztetőgépen tartják abban a kórházban, ahol korábban dolgozott. Amikor David rájön, hogy az élő végrendelet szerint hamarosan meghalhat, ha lekapcsolják a gépről, megpróbálja ezt megakadályozni azzal, hogy elmondja Elizabeth nővérének, Abbynek (Dina Waters), hogy láthatja őt, és hogy mi a helyzet. Kiderül, hogy Elizabeth egyik fiatal unokahúga is képes érzékelni Elizabeth jelenlétét.
Abby azonban úgy gondolja, hogy David csak mentálisan zavart, és elzavarja a házából. David kétségbeesésében úgy dönt, hogy megakadályozza Elizabeth halálát azzal, hogy ellopja őt a kórházból. Megkéri barátját/terapeutáját, Jacket (Donal Logue), hogy segítsen neki, és kiderül, hogy Jack Abby egykori főiskolai barátja, aki a baleset éjszakáján vakrandit szervezett Davidnek Elizabeth-tel - David azért láthatja Elizabeth-et, mert amúgy is úgy volt, hogy találkoznak. Ezután David bevallja Elizabethnek, hogy szereti őt, és ez az oka annak, hogy nem akarja, hogy meghaljon; túl van már a felesége halálán. Miközben el akarják lopni Elizabeth-et, a kórházban hamar lebuknak. A biztonsági őrök rájuk találnak, és elrángatják Jacket Elizabeth-től, de amikor elkapják, eltávolítják a lélegeztetőcsövet. David egy kicsit tovább menekül az őrök elől, de Elizabeth már haldoklik. David kétségbeesetten megcsókolja a haldokló Elizabeth-et, és egy kis levegőt lélegez a tüdejébe, miközben annak lelke kezd elhalványulni. Aztán a szívverése visszatér, és csodával határos módon felébred a kómából. 
A magához tért Elizabeth azonban nem emlékszik semmire, ami a kóma alatt történt, a Daviddel történt eseményekre sem, aki szomorúan hagyja el a kórházat.
Valamivel később Elizabeth visszamegy a lakásába. Felhúzódik az épület tetejére, amely azóta gyönyörű parkosított kertté változott. Ott találja Davidet, aki egy pótkulccsal jutott be, amit Elizabeth szelleme mutatott neki. Éppen távozni készül, amikor a lány visszakéri a kulcsát. Amikor a kezük összeér, a kóma alatt történt eseményekre vonatkozó emlékei helyreállnak, és megcsókolják egymást.
A zárójelenet a háztetőről elhalványul, miközben Darryl (a látnok könyvesbolti eladó) egy hógömbbe bámul.

## Szereplők
| Színész              | Szerep                            | Magyar hang         |
| -------------------- | --------------------------------- | ------------------- |
| Reese Witherspoon    | Dr. Elizabeth Masterson, orvos    | Kökényessy Ági      |
| Mark Ruffalo         | David Abbott, tájépítész          | Crespo Rodrigo      |
| Ivana Miličević      | Katrina                           | Németh Borbála      |
| Jon Heder            | Darryl, látnok könyvesbolti eladó | Barát Attila        |
| Donal Logue          | Jack, David barátja               | Kálloy Molnár Péter |
| Dina Waters          | Abby Brody, Elizabeth nővére      | Zsigmond Tamara     |
| Rosalind Chao        | Dr. Fran Lo                       | Náray Erika         |
| Ben Shenkman         | Dr. Brett Rushton                 | Galbenisz Tomasz    |
| Joel McKinnon Miller | vezető szellemirtó                |                     |
| Caroline Aaron       | Grace                             | Molnár Zsuzsa       |
| Kerris Dorsey        | Zoe Brody                         | Kántor Kitty        |
| Alyssa Shafer        | Lily Brody                        | Ungvári Zsófi       |
| Willie Garson        | Maitre D'                         |                     |

## Hasonló filmek
- Örökké
- Endukante... Premanta!
- Ghost
- Ghost Town
- Vismayathumbathu (2004)

## Fordítás
- Ez a szócikk részben vagy egészben  a   Just like Heaven (film) című angol Wikipédia-szócikk fordításán alapul.  Az eredeti cikk szerkesztőit annak laptörténete sorolja fel. Ez a jelzés csupán a megfogalmazás eredetét és a szerzői jogokat jelzi, nem szolgál a cikkben szereplő információk forrásmegjelöléseként.